# Teorema di Bondy-Chvátal
Il teorema di Bondy-Chvátal è un teorema della teoria dei grafi relativo ai cicli hamiltoniani. È stato provato nel 1976 dal matematico britannico e canadese John Adrian Bondy e dal matematico polacco Václav Chvátal. Fornisce una condizione necessaria e sufficiente affinché un grafo {\displaystyle G} sia hamiltoniano. Esso generalizza i teoremi precedenti di Ore e Dirac.

## Enunciato
Il teorema afferma che un grafo {\displaystyle G} è hamiltoniano se e solo se la sua chiusura {\displaystyle [G]} è hamiltoniana, ossia possiede un ciclo hamiltoniano.

## Dimostrazione
Sia {\displaystyle G} un grafo di {\displaystyle n} vertici e sia {\displaystyle [G]} la sua chiusura.

È immediato dimostrare che se un grafo {\displaystyle G} è hamiltoniano anche la sua chiusura lo è. Infatti {\displaystyle [G]} è ottenuta da {\displaystyle G} aggiungendo, se possibile, degli archi, per cui tutti gli archi di {\displaystyle G} sono anche nella sua chiusura. Di conseguenza se {\displaystyle G} aveva un ciclo hamiltoniano anche {\displaystyle [G]} possiede lo stesso ciclo. 

Viceversa bisogna ora dimostrare che se {\displaystyle [G]} è hamiltoniano anche {\displaystyle G} lo è. Supponiamo che la chiusura di {\displaystyle G} sia stata creata aggiungendo {\displaystyle K-1} archi a quelli di {\displaystyle G}. Sia {\displaystyle G_{1}=G} e sia {\displaystyle E_{1}} l'insieme degli archi di {\displaystyle G}. Sia analogamente {\displaystyle G_{K}=[G]} e {\displaystyle E_{K}} l'insieme degli archi della chiusura. Necessariamente si ha {\displaystyle E_{1}\subset E_{K}}. Per ipotesi {\displaystyle G_{K}} è hamiltoniano. Supponiamo per assurdo che {\displaystyle G_{1}} non lo sia. Siano {\displaystyle G_{2},..G_{j-1},G_{j},...,G_{K}} i grafi ottenuti per costruire {\displaystyle G_{K}} da {\displaystyle G_{1}} aggiungendo un arco per volta. Notiamo che se {\displaystyle G_{j}} è hamiltoniano allora tutti i grafi {\displaystyle G_{i}} con {\displaystyle i\geq j} sono hamiltoniani in quanto, come prima visto, {\displaystyle E_{j}\subset E_{i}}. Se {\displaystyle G_{1}} non è hamiltoniano mentre {\displaystyle G_{K}} si, allora deve esserci un indice {\displaystyle 2\leq j\leq K} per il quale {\displaystyle G_{j}} è hamiltoniano mentre {\displaystyle G_{j-1}} non lo è. Poiché a {\displaystyle G_{j-1}} manca un solo arco affinché venga creato un ciclo hamiltoniano, vuol dire che necessariamente {\displaystyle G_{j-1}} ha un cammino hamiltoniano {\displaystyle (v_{1},v_{2},..,v_{n})}, dove i vertici sono stati etichettati in modo tale che l'arco che creerebbe il ciclo sia quello che collega i vertici {\displaystyle (v_{1},v_{n})}.
Consideriamo adesso gli insiemi {\displaystyle A=\{v_{i}|(v_{1},v_{i})\in E_{j-1}\}} e {\displaystyle B=\{v_{i}|(v_{n},v_{i-1})\in E_{j-1}\}} con  {\displaystyle 2<i<n}. {\displaystyle A} è l'insieme dei vertici in {\displaystyle G_{j-1}} che hanno un diretto collegamento con {\displaystyle v_{1}}, {\displaystyle v_{2}} escluso. {\displaystyle B} è invece l'insieme dei vertici che hanno il vertice che lo precede direttamente collegato con {\displaystyle v_{n}}. Notiamo che entrambi gli insiemi sono contenuti in {\displaystyle \{v_{3},..,v_{n-1}\}} e vale in particolare che la cardinalità di {\displaystyle A} è pari {\displaystyle |A|=deg(v_{1})-1} e la cardinalità di {\displaystyle B} è pari {\displaystyle |B|=deg(v_{n})-1} (gli elementi di {\displaystyle B} sono in corrispondenza biunivoca con gli archi incidenti su {\displaystyle v_{n}} escluso {\displaystyle (v_{n-1},v_{n})} ). 
Poiché {\displaystyle G_{j}} si differenzia da {\displaystyle G_{j-1}} solo per l'arco tra i vertici {\displaystyle v_{1}} e {\displaystyle v_{n}}, sappiamo, per definizione della costruzione della chiusura di un grafo, che in {\displaystyle G_{j-1}} vale {\displaystyle deg(v_{1})+deg(v_{n})\geq n} e quindi vale anche {\displaystyle |A|+|B|\geq n-2}. Ma sia {\displaystyle A}, sia {\displaystyle B} sono sottoinsiemi di {\displaystyle \{v_{3},..,v_{n-1}\}} che ha cardinalità {\displaystyle n-3}, ne deduciamo che la loro intersezione è non nulla, ossia che esiste un vertice {\displaystyle v_{k}} in comune tra {\displaystyle A} e {\displaystyle B}. È allora possibile costruire in {\displaystyle G_{j-1}} il seguente ciclo hamiltoniano {\displaystyle (v_{1},...,v_{k-1},v_{n},v_{n-1},..v_{k},v_{1})}, il che è assurdo in quanto è contrario all'ipotesi che {\displaystyle G_{j-1}} non sia hamiltoniano. Per cui abbiamo dimostrato che se {\displaystyle [G]=G_{K}} è hamiltoniano non può esserci un indice {\displaystyle j} tale che {\displaystyle G_{j-1}} non sia hamiltoniano e quindi anche {\displaystyle G_{1}=G} deve essere hamiltoniano.